# Peter van Melun
Peter van Melun (1548- wellicht Antoing, 1594) (Frans: Pierre de Melun) was een Henegouwse edelman. Hij was graaf ('prins') van Epinoy, markgraaf van Richebourg en baron van Antoing en Werchin.
Zijn ouders waren Hugo van Melun, 'prins' van Epinoy, en Jolanda van Barbançon, barones van Sison.  Hij was gehuwd met Christina van Lalaing, dochter van Karel II van Lalaing en Maria van Montmorency-Nivelle en een nichtje van Filips van Montmorency, de onthoofde graaf van Hoorne.
Tijdens de Nederlandse Opstand koos het echtpaar de kant van de Staten-Generaal der Nederlanden. 
Hij was voor de Staten landvoogd van Mechelen en van Doornik, de twee kleinste van de Zeventien Provinciën. Zijn grootvader Peter van Barbançon, was ook stadhouder geweest van Doornik, maar dan voor de koning.  In zijn afwezigheid voerde Christina het bevel over de verdediging van de stad tijdens het Beleg van Doornik tegen de graaf van Parma Alexander Farnese.